# Eunidia infuscata
Eunidia infuscata là một loài bọ cánh cứng trong họ Cerambycidae.